# Pustervig (København)
 For alternative betydninger, se Pustervig. (Se også artikler, som begynder med Pustervig)
Pustervig er en lille gade i Indre By i København. Den forbinder Kultorvet ved Købmagergade og Hauser Plads, og kendt fra 1600-tallet. Her lå en tvangsarbejdsanstalt, som forsvandt efter bombardementet af København i 1807, og senere blev etableret på Københavns ladegård. I Pustervig lå også herberget "Solen". Her var en del af hestgarden indkvarteret, inden den blev flyttet til Frederiksholms Kanal.
Gadens navn kan enten være hentet fra Putziger Wiek, en bugt i Pommern, eller det kan være taget fra ordet "kulpuster", et slangord for en smed.
Suhrs Husholdningsskole ligger i Pustervig.
Gaden blev kendt i Sven Gyldmark og Poetens revyvise Hvem har du kysset i din gadedør, der blev fremført af Daimi Gentle og Dirch Passer i Cirkusrevyen 1967:
"Jeg er 17 år og konfirmeret, det ved hele Pustervig."
Så blev hendes rygte ramponeret lørdag aften klokken ti.
"Alle mine små veninder spørger i dag med røde kinder.
Hvem har du kysset i din gadedør, lille Ann-Marie?"